# Nagaon

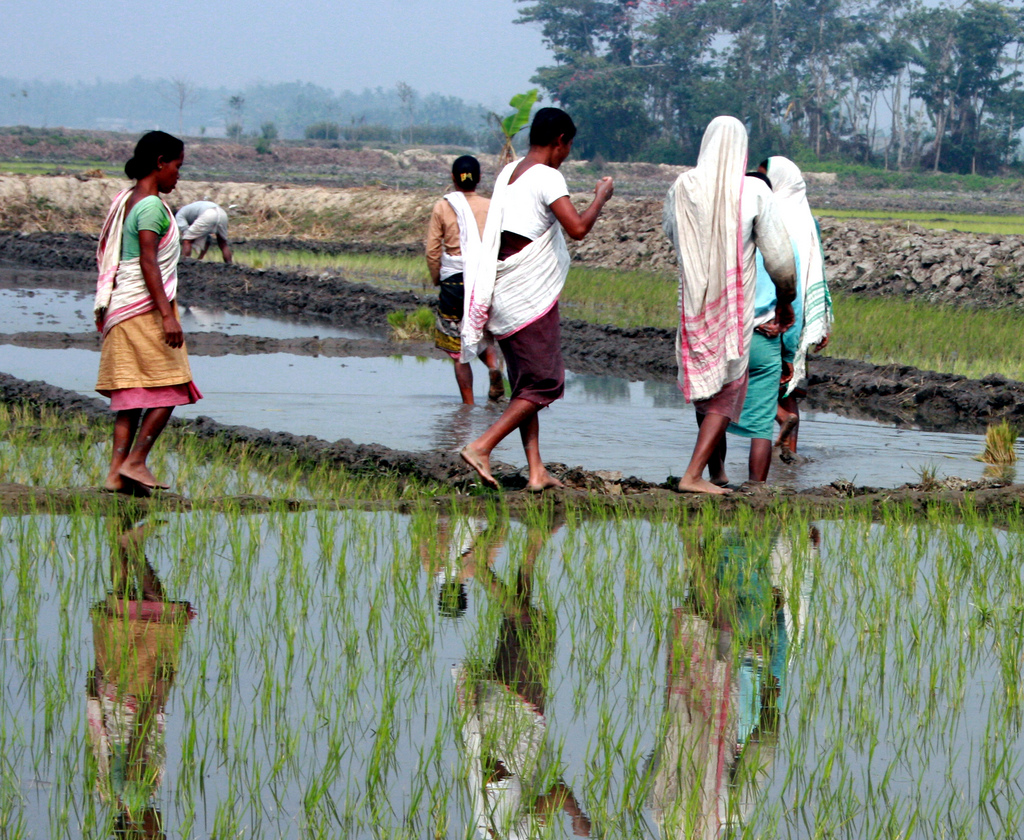
Nagaon

Nagaon är en stad i den indiska delstaten Assam och är centralort i ett distrikt med samma namn. Folkmängden uppgick till 117 722 invånare vid folkräkningen 2011, med förorter 148 496 invånare.